# Срнич, Славолюб
Сла́волюб Срнич (серб. Славољуб Срнић / Slavoljub Srnić; род. 12 января 1992, Шабац) — сербский футболист, центральный полузащитник клуба «Чукарички». Его брат-близнец, Драголюб Срнич, также футболист.

## Клубная карьера
Срнич является воспитанником футбольной школы «Црвены звезды», некоторые обозреватели сербского футбола называли молодого Славолюба учеником Огнена Коромана. Дебютировал Срнич в составе команды 6 ноября 2010 года в матче против ОФК, заменив на 86-й минуте Огнена Коромана. Затем братья Срничи были отданы в аренду в «Сопот». Впоследствии Славолюб и Драголюб подписали арендные соглашения с «Чукарички», где выступали уже с большим успехом.
Во время пребывания в «Чукарички» Славолюб был признан изданием Mozzart Sport самым ценным игроком Сербской первой лиги. После того, как срок аренды истёк, Славолюб и его брат отказались вернуться в «Црвену Звезду» и не без проблем в июне 2013 года были проданы в «Чукарички».
Отчасти благодаря вкладу Срнича «Чукарички» вернулись в сербский высший дивизион на сезон 2013/14, когда Срнич разорвал свой контракт с «Црвеной звездой» из-за невыплаченной зарплаты и стал полноправным игроком «Чукарички». 6 октября 2013 года в матче между «Чукарички» и бывшим клубом Срнича «Црвеной звездой» игра футболиста привлекла большое внимание сербской футбольной прессы. Он отдал голевую передачу на 17-й минуте матча и забил гол во втором тайме. Благодаря своей игре всего через день после этого матча Срнич получил первый в своей карьере вызов в молодёжную сборную.
31 августа 2015 года Славолюб вернулся в «Црвену звезду», подписав трёхлетний контракт. Тренер клуба Миодраг Божович на протяжении всего лета настаивал на возвращении Срнича. 7 марта 2018 года Срнич сыграл свой сотый матч за «Црвену звезду» против «Войводины».
29 января 2019 года Срнич впервые отправился играть за границу, подписав контракт на 2,5 года с испанским «Лас-Пальмасом» из второго дивизиона. 5 октября 2020 года он расторг контракт с клубом.
После ухода из «Лас-Пальмаса» он вернулся в «Црвену звезду», где оставался до августа 2023 года.
22 августа 2023 года Срнич подписал двухлетний контракт с «АЕЛ Лимасол». Затем он ненадолго перешёл в «Аль-Зафру», где провёл лишь два матча в Кубке президента, а в феврале 2025 года вернулся в «Чукарички».

## Международная карьера
7 октября 2013 года тренер молодёжной сборной Сербии Радован Чурчич вызвал Срнича заменить травмированного Лазара Марковича на отборочную кампанию чемпионата Европы 2015, но Срнич так и не сыграл в матчах, на которые он был вызван. Он, наконец, дебютировал 9 сентября 2014 года в матче с Северной Ирландией, забив два мяча, соперник был разгромлен со счётом 4:1.

## Достижения
Чукарички
- Обладатель Кубка Сербии (1): 2014/2015

Црвена звезда
- Чемпион Сербии (6): 2015/2016, 2017/2018, 2018/2019, 2020/2021, 2021/2022, 2022/2023
- Обладатель Кубка Сербии (3): 2020/2021, 2021/2022, 2022/2023